# Walter Kempley
Walter V. Kempley Jr. (* 15. September 1926 in Fort Dodge, Iowa; † 11. August 2001 in Sarasota, Florida) war ein US-amerikanischer Schriftsteller und Drehbuchautor.

## Leben
Walter V. Kempley Jr. begann seine Karriere als Farm- und Sportreporter bei einer kleinen lokalen Tageszeitung in Iowa. Nach einem kurzen Zwischenstopp bei der Dallas Post zog er nach New York City, wo er für NBC arbeitete. Dort traf er den Moderator Jack Paar, der ihn überzeugte für seine The Tonight Show als Schreiber zu arbeiten. Er verließ die Show 1961 und kehrte erneut von 1967 bis 1971 zurück, wobei Johnny Carson seit 1962 die Moderation übernahm. Außerdem schrieb er später für die The Jackie Gleason Show, The Merv Griffin Show, McHale's Navy und die Dick Van Dyke Show. 1982 endete sein Vertrag mit Paramount, sodass er sich nach Europa wandte und sich in Deutschland unter anderem für Ruhe sanft, Bruno, Didi – Der Doppelgänger, Peng! Du bist tot! und Lukas und Sohn verantwortlich zeigte. Seine Drehbücher schrieb er weiterhin auf Englisch, sodass sie für die deutsche Produktion übersetzt werden mussten. 1990 kehrte er in die USA zurück und lebte fortan in Sarasota, Florida.
Am 11. August 2001 verstarb Walter Kempley an den Folgen seiner Alzheimer-Krankheit. Er hinterließ eine Frau, drei gemeinsame Töchter, einen Sohn und vier Enkel.

## Filmografie (Auswahl)
- 1978: Zwei himmlische Töchter (Fernsehserie)
- 1979: Es begann bei Tiffany
- 1979: Wencke, Udo und der blaue Diamant
- 1983: Ruhe sanft, Bruno
- 1984: Didi – Der Doppelgänger
- 1987: Peng! Du bist tot!
- 1989: Lukas und Sohn (Fernsehserie, unbekannte Anzahl an Folgen)

## Werke
- 1972: The Probability Factor (deutsch: Der Computermörder, Pabel Verlag 1979)
- 1976: The Invaders